# Aktivní vypružení vozidla
Aktivní vypružení vozidla je projekt prvně publikovaný již v r. 1971, který používá snímač svislého zrychlení, dvě vzduchohydraulické pružiny s hydraulickým šroubovým čerpadlem v sérii s pružinou jako regulátorem pro každé kolo. Zahrnuje v sobě statickou regulaci a pracuje s minimálním příkonem. Vozidlo se při zatáčení nenaklápí.